# Nozoki Ana
Nozoki Ana (ノゾキアナ, O Buraco de Espiar) é um mangá japonês escrito e ilustrado por Honna Wakou. 
O enredo se desenvolve entre dois estudantes de uma escola de artes: Tatsuhiko Kido e Ikuno Emiru, que descobrem possuir uma ligação profunda que vai além de serem vizinhos de apartamento do mesmo condomínio, através do buraco na parede que conecta seus quartos.
Nozoki Ana foi serializado pela Shogakukan na revista Moba Man em formato digital e posteriormente lançado em formato físico, completo em 13 volumes entre outubro de 2009 e fevereiro de 2013.
Também recebeu adaptação para anime em 2013 e foi no ano seguinte adaptado para um filme em Live Action. Foi anunciado uma OVA para o mangá spinoff Nozo x Kimi.

## Enredo
Nozoki Ana segue a vida e os amores do estudante de arte Tatsuhiko Kido. Depois de se mudar para Tóquio para frequentar a escola de arte, ele descobre um buraco na parede de seu apartamento através do qual ele pode espiar o apartamento vizinho. Ao olhar através dele, descobre sua linda vizinha, Ikuno Emiru, se masturbando. Quando ele se dirige ao quarto ao lado para falar sobre o buraco em busca de resolver o problema e não gerar mal-entendidos, Emiru arranja um jeito de convencê-lo e não fechar o buraco, o chantageando com uma foto comprometedora que ela obteve quando Kido entrou forçadamente em seu apartamento e acabou por cair em cima dela, dando assim início a uma vida de espiadinhas, onde seguindo regras criadas por ela mesma, eles poderão espiar um ao outro em dias alternando (folgando nos domingos) e sem se intrometer na vida um do outro.
O resto da história segue Kido através de sua vida cotidiana e seus namoros com sexo bem quente, enquanto ele lida com o fato de ser espionado e encorajado a espiar Emiru, embora apresente muita resistência a essa prática e até assuma odiar Emiru por sua personalidade excêntrica em diversas partes do início do mangá. Entretando, com o passar do tempo, Kido vai descobrindo sobre seus próprios sentimentos e seu real ponto de vista em relação a Emiru.